# Emmendorf
Emmendorf är en kommun och ort i Landkreis Uelzen i förbundslandet Niedersachsen i Tyskland. 
De tidigare kommunerna Heitbrack och Walmstorf uppgick i Emmendorf 1 juli 1972.
Kommunen ingår i kommunalförbundet Samtgemeinde Bevensen-Ebstorf tillsammans med ytterligare 13 kommuner.